# Antrodiaetus cerberus
Antrodiaetus cerberus är en spindelart som beskrevs av Coyle 1971. Antrodiaetus cerberus ingår i släktet Antrodiaetus och familjen Antrodiaetidae. Inga underarter finns listade i Catalogue of Life.